# José de la Loma
José de la Loma (f. 1916) fue un periodista y crítico taurino español.

## Biografía
Redactor del periódico madrileño El Liberal, fue director del semanario Madrid Cómico (1900). De igual manera fue redactor o colaborador de la publicación periódica titulada Juan Rana, entre otras. Perteneció a la Asociación de la Prensa de Madrid desde su fundación. Se destacó como crítico taurino, usando el seudónimo «Don Modesto». Falleció en Madrid en enero de 1916.